# إدوارد جيبون

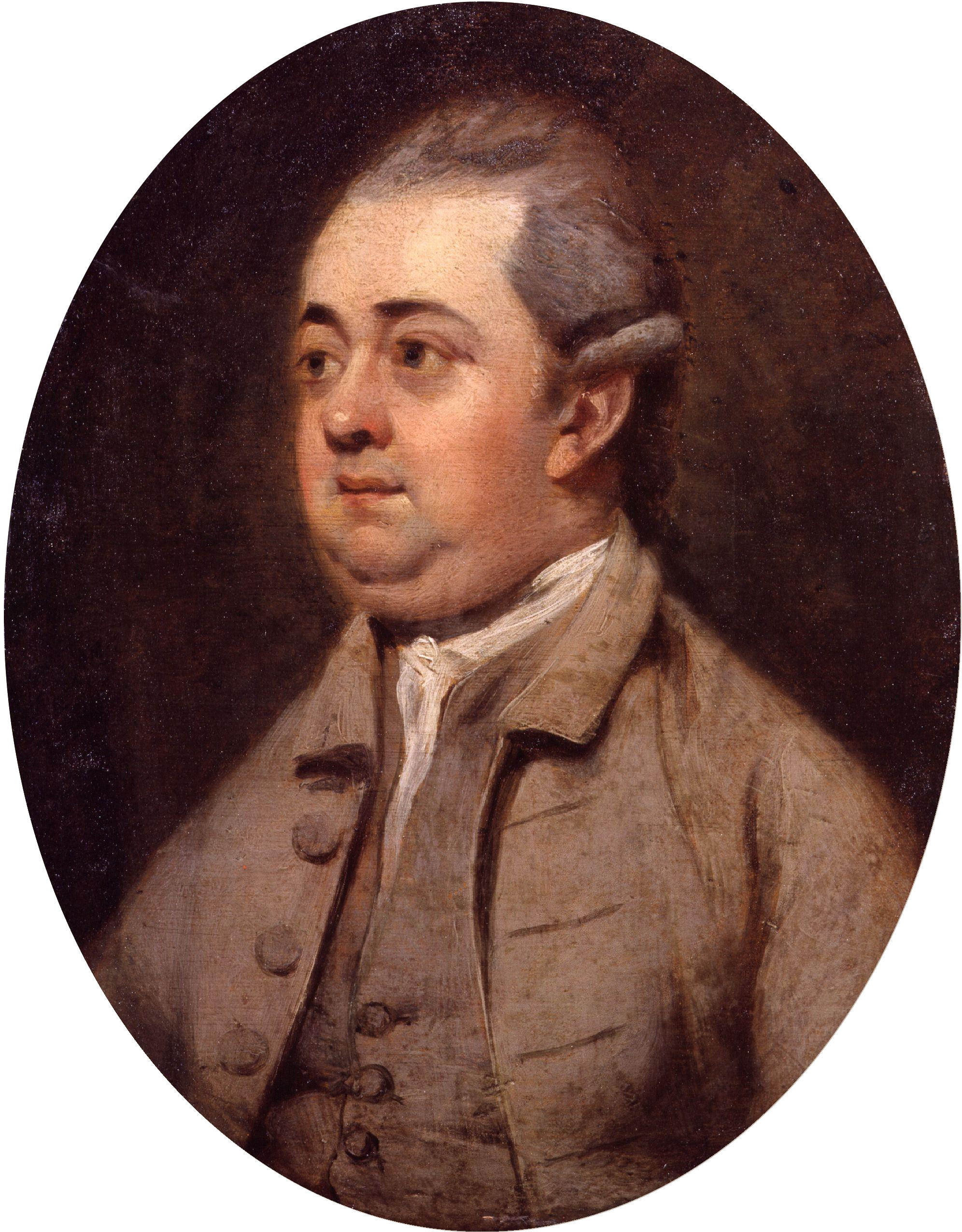
إدوارد جيبون

إدوارد جيبون (Edward Gibbon) (1737-1794) مؤرخ إنجليزي، صاحب كتاب (اضمحلال الامبراطورية الرومانية وسقوطها) الذي يعد من أهم وأعظم المراجع في موضوعه. كتب كتابه في ستة أجزاء من عام 1776-1788 م. من خلال كتابه، أثار جيبون الجدل حول مسألة فلسفية ولا تزال حتى اليوم حيث يرجع جيبون سقوط روما إلى هجمات البرابرة وتفشي المسيحية. ويرجع أيضاً أسباب انتصار المسيحية وغلبة قيمها إلى مسائل نفسية وفلسفية ويطالبنا بإسقاط السبب الغيبي الذي يقول أن انتصار المسيحية كان لأن الله أراد لدينه النصرة على الوثنية.

## تقديرات جيبون
انعكست شهرة وعظمة جيبون من خلال مقولته في التاريخ في العصور الوسطى:«أنا أوصف انتصار البربرية والدين.»
كانت نظريته هذه جديدة ومبتكرة في عصره، وذلك أدى إلى مواجهته برفض كبير ومقاطعته، حيث منع نشر كتابه في كثير من الدول. كان جيبون لا يكثر من استخدام المصادر العادية مع أنها كثيرة بل كان يذهب إلى المصدر الرئيسي ويقوم بالتحليل والاستنتاج. ومن خلال هذا الإصرار والجهد الذي بذله كان يطمح ليكون أفضل مؤرخ حديث.
كانت دراسته للإمبراطورية الرومانية ممتازة ولا يوجد عليها تعليق غير أن كتابته عن البيزنطية أثارت انتقادات وتأثيرات ضارة وخاصة على دراسة العصور الوسطى، وكانت تنقصها المصادر. أيضاً كانت هنالك انتقادات كثيرة على نفوره عن المسيحية، ونفوره هذا شمل الديانة اليهودية حيث انتقدها مما حدا بالبعض باتهامه بمعاداة السامية ومن كتاباته الشهيرة عن اليهود قوله: «البشر مخدوعون بالرواية الفظيعة بأن اليهود ملتزمون».

## فلسفة جيبون في التاريخ
على الرغم من اتساع معرفة جيبون التاريخية والجغرافية لكن فهمه لمعنى التاريخ كان ضيق ونظرته كانت تشاؤمية. حيث أنه في الفصل الثالث مثلاً وصف التاريخ بأنه ليس أكثر من تسجيل لجرائم البشرية وحماقاتها وكوارثها. وفي الفصل التاسع كتب «الحروب وقضايا الحكومات الوطنية مواضيع أساسية للتاريخ». لقد كان تركيزه على الحروب الرومانية ولم يشر إلى الفن والحضارة والبناء الروماني وغيرها... ولا يوجد وصف للاقتصاد والعلوم والفلسفة والكتابة...
يقول جيبون بأن التاريخ ليس إجابة كتاب أو حتى خلاصة لقضايا تسلسلية. في الواقع انه ارتباط في الماضي ويفسر حسب الكاتب وقدرته على التعمق والتحكم.جيبون رأى أن التاريخ كان يكتب بصورة لا تعطيه أي معنى، ولذلك قام بإيجاد فلسفة تاريخ جديدة تقوم على نفي التفسيرات الدينية وتعتمد على المصادر الرئيسية والتحليل والفهم العميق وإتاحة المجال للمناقشة والحوار والآراء. في نفس الوقت لم يدع جيبون بأنه موضوعي لأنه يعلم أن التاريخ الحر من الموضوعية يكون غامض. ولكن لا يوجد حل لمشكلة الذاتية أو التحيز في كتابة التاريخ.
حاول تخفيف هذه المشكلة عن طريق الأخذ من المصادر وشرحها وتوضيحها ويبين رأيه وكيفية تفسيره للأحداث، وتقنيته الأخرى المفضلة هي أن يلمح أو يعطي المعنى الباطني مما يجعل للقارئ شوق لكي يستنتج الأسباب والأحداث بنفسه من خلال إتاحة الفرصة والمجال له بذلك.
كان عمله رائع من حيث شدة اتساع نطاقه واستمرار استعراضه لمادته على طول هذه الحقبة المديدة من الزمن. وقد درس التاريخ دون أن يتخذ تصورات مسبقة حول وجود مؤثرات فوق بشرية فيه. فكان لا يؤمن بالأسباب الدينية أو الغيبية ولذلك كان يتجنب الخوض في ذلك مع رجال اللاهوت كان يقول لهم أنه يبحث في انتشار المسيحية في الإمبراطورية الرومانية وعن طريق أسباب ثانوية. وأخذ النتائج التي سببتها هذه الديانة على أنها عوامل طبيعية ناتجة عن ظاهرة معينة.
رأى أن المسيحية في زمن الإمبراطورية الرومانية كانت أفضل من أي وقت من أوقات الحقبة المسيحية حيث أن عدد المسيحيين الذين قتلوا في زمن روما كان لا يتجاوز المئات ولكنه في صراع الكاثوليك والبروتستانت مات من البروتستانت مئات الألوف مع أن مدة الاضطهاد الكاثوليكي كانت أقصر من مدة حكم روما، وذلك دفعه لكي ينفر من الدين ورجال الدين وقال "يستطيع عالم اللاهوت أن ينصرف إلى المهمة الممتعة التي تنحصر في وصف الدين وهو في نقاوته الأصلية التي نزل بها من السماء ". وكان يعلل انتشار المسيحية في وقت الإمبراطورية إلى أنه كان بفضل الحمية المطلقة وانتظار عالم آخر مباشرة، وادعاء المعجزات وممارسة فضيلة صارمة وأخيراً تكوين الكنيسة الابتدائية".
كان يرجع أسباب انتصار المسيحية وغلبة قيمها إلى مسائل نفسية وفلسفية أهمها وجود الفكرة والتعصب لها والاستعلاء بها وقيام هذه الفكرة على الإيمان بالخلود، الأمر الذي ساعد المسيحيين على تجاوز الاضطهادات والصمود المعنوي، وكانت الأخلاق المسيحية بمثابة إعلان العصيان المدني والتي أدت إلى تقويض الدولة، ويطالبنا بأن نسقط السبب الغيبي الذي يقول إن انتصار المسيحية كان لأن الله أراد لدينه النصرة على الوثنية، فالباحث المدقق لا يسعه إلا أن يرفض هذا الزعم، ذلك لأن المسيحية التي انتصرت كانت تشويهاً لفكر مبدعها وتحريفا لتعاليمه حيث أنها تختلف اختلافاً كلياً عن التي نزلت من السماء فهو أرادها بصورة وأرادتها الكنيسة بصورة أخرى.

## الإرث
هناك وجهة نظر كثيرًا ما تُنسب إلى جيبون، وهي أن الإمبراطورية الرومانية سقطت بسبب اعتناقها للمسيحية، وهي وجهة نظر لا تحظى بقبول واسع النطاق بين العلماء اليوم. وقد جادل جيبون بأنه مع الطابع المسيحي الجديد للإمبراطورية، تم تحويل مبالغ كبيرة من الثروة التي كانت ستستخدم في الشؤون العلمانية في تعزيز الدولة إلى تعزيز أنشطة الكنيسة. ومع ذلك، فقد أنفقت الإمبراطورية قبل المسيحية مبالغ مالية كبيرة على الشؤون الدينية، ومن غير الواضح ما إذا كان تغيير الدين قد زاد من حجم الموارد التي أنفقتها الإمبراطورية على الدين أم لا. وقال جيبون كذلك أن المواقف الجديدة في المسيحية جعلت العديد من المسيحيين الأثرياء يتخلون عن أنماط حياتهم ويدخلون في نمط الحياة الرهبانية، وبالتالي يتوقفون عن المشاركة في دعم الإمبراطورية. ومع ذلك، في حين أن العديد من المسيحيين الأغنياء أصبحوا رهبانًا، إلا أن هذا يتضاءل مقارنة بالمشاركين في البيروقراطية الإمبراطورية. ورغم أن جيبون أشار كذلك إلى أن الأهمية التي أولتها المسيحية للسلام تسببت في انخفاض عدد الأشخاص الذين يخدمون في الجيش، إلا أن هذا الانخفاض كان ضئيلاً للغاية بحيث لا يكاد يذكر بالنسبة لفعالية الجيش.
يرى العديد من الباحثين أن جيبون لم يلقِ باللوم في الواقع على المسيحية في سقوط الإمبراطورية، بل عزا تدهورها إلى آثار الترف وما ترتب عليه من تآكل طابعها العسكري. تعكس هذه النظرة نظرة المؤرخ الإغريقي بوليبيوس الذي فسر بالمثل انحطاط العالم الإغريقي من قبل الجمهورية الرومانية الصاعدة في شؤون البحر الأبيض المتوسط. حسب فهم جيبون هذا، كانت عملية اضمحلال روما جارية على قدم وساق قبل أن يصبح أتباع المسيحية يشكلون نسبة كبيرة من الإمبراطورية. ومن ثم، على الرغم من أن جيبون ربما رأى أن المسيحية ربما تكون قد عجلت بسقوط روما، إلا أنه لم يعتبرها السبب الجذري.

## وصلات خارجية
- إدوارد جيبون على موقع الموسوعة البريطانية (الإنجليزية)
- إدوارد جيبون على موقع إن إن دي بي (الإنجليزية)
- مؤلفات إدوارد جيبون في مشروع غوتنبرغ
- أعمال أو نبذة عن إدوارد جيبون على أرشيف الإنترنت
- أعمال إدوارد جيبون في ليبري فوكس
- سيرة مطولة على موسوعة 1911 (بالإنجليزية)